# Пернбах
Пернбах (нім. Pörnbach) — громада в Німеччині, розташована в землі Баварія. Підпорядковується адміністративному округу Верхня Баварія. Входить до складу району Пфаффенгофен. Складова частина об'єднання громад Райхертсгофен.
Площа — I'll luti км2. Населення становить 2173 ос. (станом на 31 грудня 2020).

## Галерея

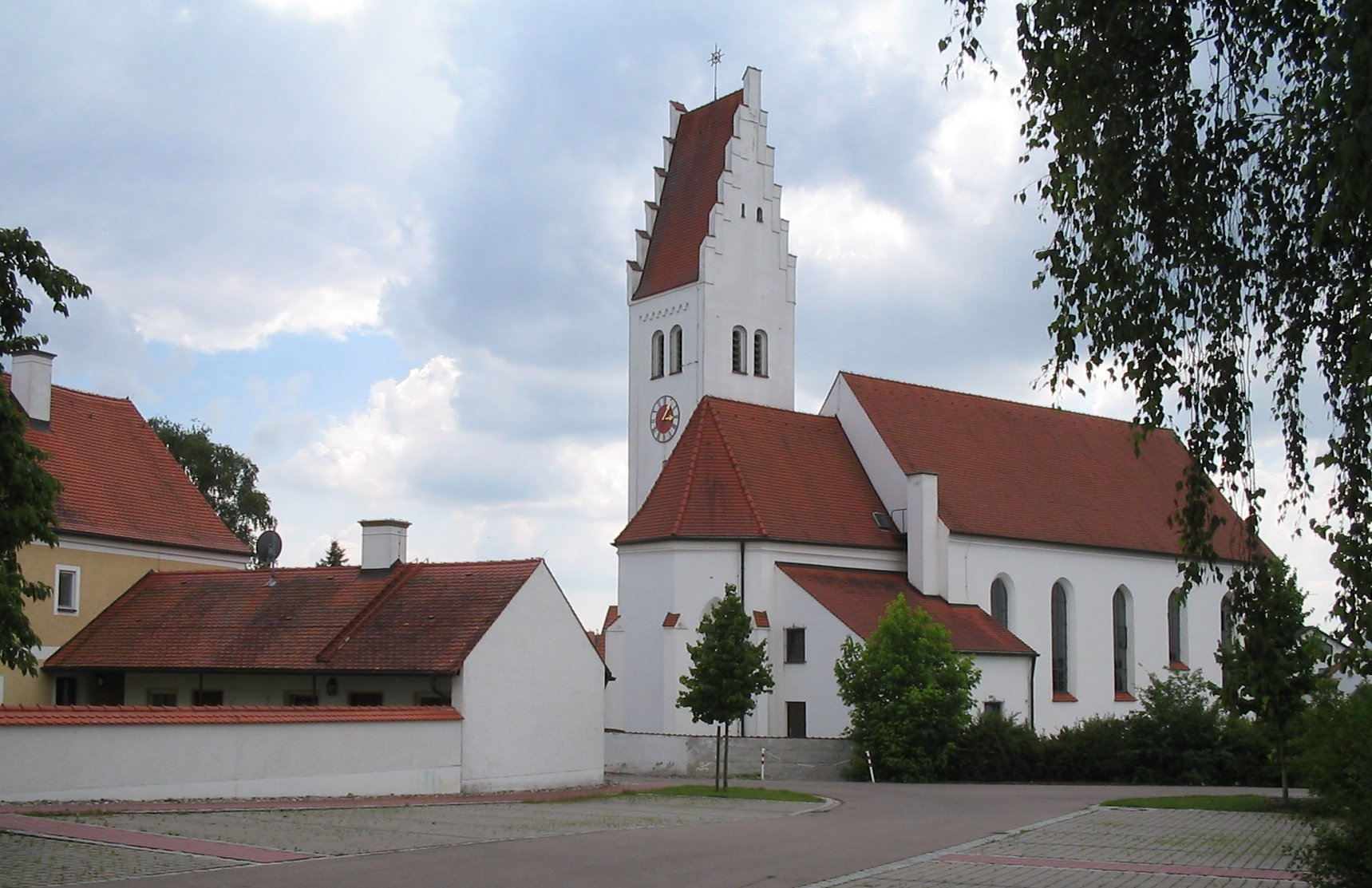
Церква
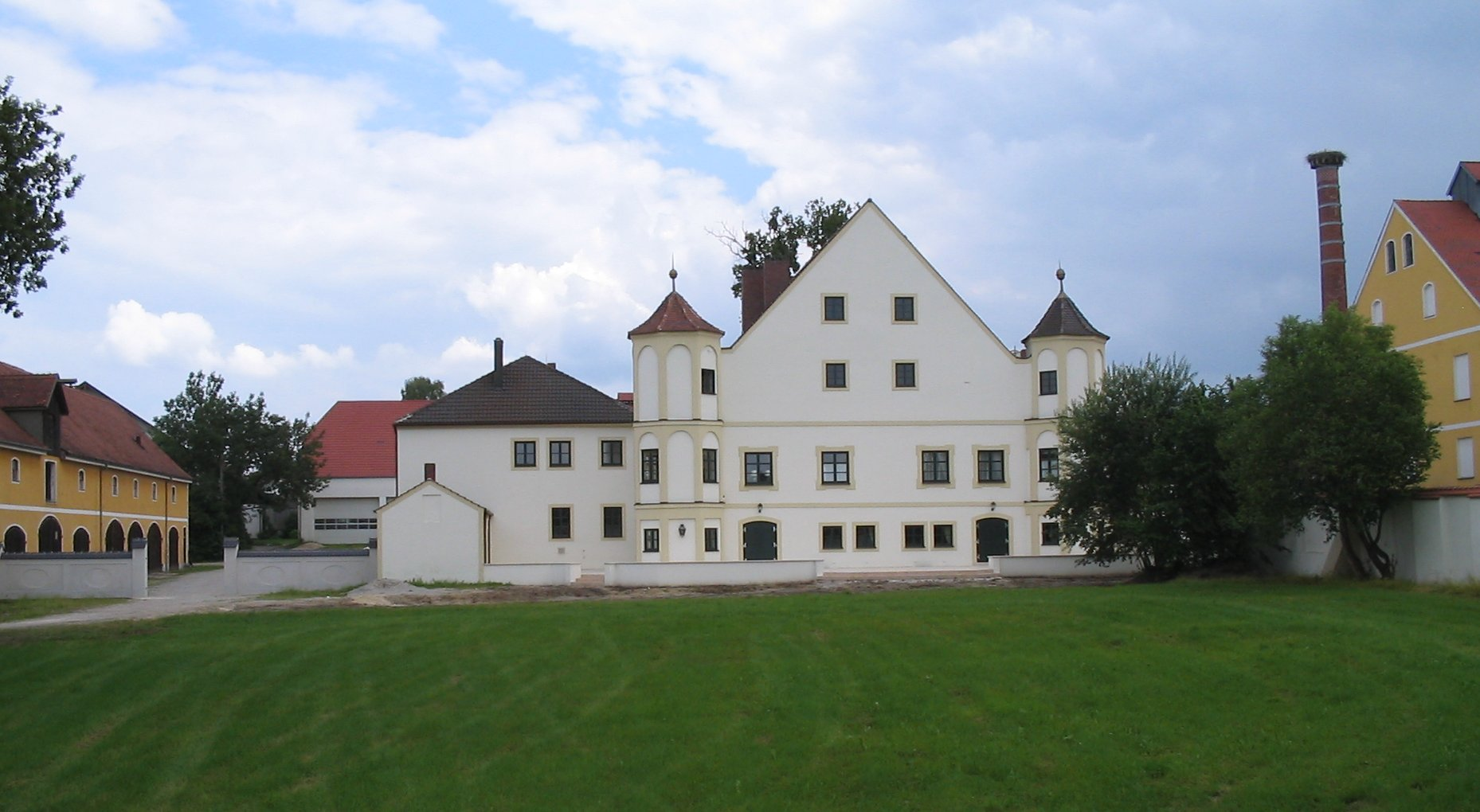
Замок